# Анна Карапетян
Анна Карапетян (вірм. Աննա Կարապետյան; нар. 20 червня 1990) — вірменська футболістка, воротар клубу «Алашкерт».

## Клубна кар'єра
Закінчила Єреванський державний університет (магістр психології управління) і Європейську освітню академію (бакалавр лінгвістики). Перший футбольний тренер — Мгер Мікаелян. З 2002 по 2012 роки виступала на позиції воротаря за команду «Коледж», шестикратна чемпіонка Вірменії, чотириразова володарка Кубку Вірменії та найкраща футболістка Вірменії 2006 року. У 2012 році виступала за «Нафтохімік» у чемпіонаті України (1 матч), разом з яким виграла Кубок України (3 матчі) і ставши срібним призером чемпіонату 2012 року. З 2013 по 2015 роки захищала ворота «Кубаночки» в чемпіонаті Росії. Через травму коліна, отриману напередодні початку сезону 2014/15 років, пропустила значну частину сезону й міжсезоння пішла з команди, незважаючи на відновлення після травми. Потім грала за «Ані-1». У сезоні 2019/20 років виступає за «Алашкерт».

## Кар'єра в збірній
Виступала за дівочі збірні Вірменії WU-17 та WU-19. Виступала за збірну Вірменії з 2006 по 2013 роки, учасниця відбіркового турніру до чемпіонату світу 2011 року, учасниця міжнародного турніру в Абовяні та турніру «Кубанська весна».

## Особисте життя
Захоплюється спортивними танцями й кіно. Улюблені виконавці — Майкл Джексон, Kiss і The Survivors.